# 한승복
한승복(1971년 ~ )은 대한민국의 KBS 보도본부의 기자이다.

## 경력
- KBS 보도본부 의학전문기자